# Женская сборная Аргентины по футболу
Женская сборная Аргентины по футболу представляет Аргентину на международных матчах и турнирах по футболу среди женщин. Контролируется Ассоциацией футбола Аргентины. Является одной из сильнейших сборных Южной Америки. Тем не менее женский футбол не пользуется высокой популярностью в Аргентине. До 1991 года существовал исключительно на любительском уровне, пока не был запущен первый женский чемпионат Аргентины.
Женский футбол в Аргентине очень сильно отстаёт в развитии от мужского. Противостояние женских сборных Аргентины и Бразилии далеко от мужского. В Бразилии есть конкурентоспособная профессиональная лига, в это же время в Аргентине часто не хватает финансирования на женский футбол. Например, в 2016 году СМИ отмечали, что в Аргентине на некоторое время и вовсе прекратила своё существование сборная.
Наибольшим достижением сборной является победа на Кубке Америки в 2006 году. На мировой арене успехи не велики: единственное участие на Олимпийских играх 2008 года, 3 участия в чемпионате мира без единого выхода из группы.

## Выступления на международных турнирах

### Чемпионат мира
| Год   | Результат            | И                    | В                    | Н                    | П                    | ЗМ                   | ПМ                   |                      |
| ----- | -------------------- | -------------------- | -------------------- | -------------------- | -------------------- | -------------------- | -------------------- | -------------------- |
| 1991  | Не участвовала       | Не участвовала       | Не участвовала       | Не участвовала       | Не участвовала       | Не участвовала       | Не участвовала       | Не участвовала       |
| 1995  | Не квалифицировалась | Не квалифицировалась | Не квалифицировалась | Не квалифицировалась | Не квалифицировалась | Не квалифицировалась | Не квалифицировалась | Не квалифицировалась |
| 1999  | Не квалифицировалась | Не квалифицировалась | Не квалифицировалась | Не квалифицировалась | Не квалифицировалась | Не квалифицировалась | Не квалифицировалась | Не квалифицировалась |
| 2003  | Групповой этап       | 3                    | 0                    | 0                    | 3                    | 1                    | 15                   |                      |
| 2007  | Групповой этап       | 3                    | 0                    | 0                    | 3                    | 1                    | 18                   |                      |
| 2011  | Не квалифицировалась | Не квалифицировалась | Не квалифицировалась | Не квалифицировалась | Не квалифицировалась | Не квалифицировалась | Не квалифицировалась | Не квалифицировалась |
| 2015  | Не квалифицировалась | Не квалифицировалась | Не квалифицировалась | Не квалифицировалась | Не квалифицировалась | Не квалифицировалась | Не квалифицировалась | Не квалифицировалась |
| 2019  | Групповой этап       | 3                    | 0                    | 2                    | 1                    | 3                    | 4                    |                      |
| 2023  | Ещё не состоялся     | Ещё не состоялся     | Ещё не состоялся     | Ещё не состоялся     | Ещё не состоялся     | Ещё не состоялся     | Ещё не состоялся     | Ещё не состоялся     |
| Всего | 3/8                  | 9                    | 0                    | 2                    | 7                    | 5                    | 37                   |                      |

### Олимпийские игры
| Год   | Результат            | И                    | В                    | Н                    | П                    | ЗМ                   | ПМ                   |
| ----- | -------------------- | -------------------- | -------------------- | -------------------- | -------------------- | -------------------- | -------------------- |
| 1996  | Не квалифицировалась | Не квалифицировалась | Не квалифицировалась | Не квалифицировалась | Не квалифицировалась | Не квалифицировалась | Не квалифицировалась |
| 2000  | Не квалифицировалась | Не квалифицировалась | Не квалифицировалась | Не квалифицировалась | Не квалифицировалась | Не квалифицировалась | Не квалифицировалась |
| 2004  | Не квалифицировалась | Не квалифицировалась | Не квалифицировалась | Не квалифицировалась | Не квалифицировалась | Не квалифицировалась | Не квалифицировалась |
| 2008  | Групповой этап       | 3                    | 0                    | 0                    | 3                    | 1                    | 5                    |
| 2012  | Не квалифицировалась | Не квалифицировалась | Не квалифицировалась | Не квалифицировалась | Не квалифицировалась | Не квалифицировалась | Не квалифицировалась |
| 2016  | Не квалифицировалась | Не квалифицировалась | Не квалифицировалась | Не квалифицировалась | Не квалифицировалась | Не квалифицировалась | Не квалифицировалась |
| 2020  | Не квалифицировалась | Не квалифицировалась | Не квалифицировалась | Не квалифицировалась | Не квалифицировалась | Не квалифицировалась | Не квалифицировалась |
| Всего | 1/7                  | 3                    | 0                    | 0                    | 3                    | 1                    | 5                    |

### Кубок Америки
| Год   | Результат        | И                | В                | Н                | П                | ЗМ               | ПМ               |                |
| ----- | ---------------- | ---------------- | ---------------- | ---------------- | ---------------- | ---------------- | ---------------- | -------------- |
| 1991  | Не участвовала   | Не участвовала   | Не участвовала   | Не участвовала   | Не участвовала   | Не участвовала   | Не участвовала   | Не участвовала |
| 1995  | Финалист         | 5                | 3                | 0                | 2                | 18               | 11               |                |
| 1998  | Финалист         | 6                | 4                | 1                | 1                | 18               | 9                |                |
| 2003  | Финалист         | 5                | 3                | 1                | 1                | 17               | 6                |                |
| 2006  | Чемпион          | 7                | 6                | 1                | 0                | 21               | 1                |                |
| 2010  | 4-е место        | 7                | 3                | 1                | 3                | 7                | 7                |                |
| 2014  | 4-е место        | 7                | 3                | 1                | 3                | 11               | 10               |                |
| 2018  | 3-е место        | 7                | 4                | 0                | 3                | 15               | 14               |                |
| 2022  | Ещё не состоялся | Ещё не состоялся | Ещё не состоялся | Ещё не состоялся | Ещё не состоялся | Ещё не состоялся | Ещё не состоялся |                |
| Всего | 7/8              | 44               | 26               | 5                | 13               | 107              | 58               |                |

### Панамериканские игры
| Год   | Результат            | И                    | В                    | Н                    | П                    | ЗМ                   | ПМ                   |
| ----- | -------------------- | -------------------- | -------------------- | -------------------- | -------------------- | -------------------- | -------------------- |
| 1999  | Не квалифицировалась | Не квалифицировалась | Не квалифицировалась | Не квалифицировалась | Не квалифицировалась | Не квалифицировалась | Не квалифицировалась |
| 2003  | 4-е место            | 4                    | 1                    | 0                    | 3                    | 7                    | 11                   |
| 2007  | Групповой этап       | 4                    | 3                    | 0                    | 1                    | 8                    | 5                    |
| 2011  | Групповой этап       | 3                    | 0                    | 1                    | 2                    | 3                    | 6                    |
| 2015  | Групповой этап       | 3                    | 0                    | 1                    | 2                    | 3                    | 7                    |
| 2019  | Финалист             | 5                    | 3                    | 2                    | 0                    | 8                    | 1                    |
| Всего | 6/6                  | 19                   | 7                    | 4                    | 8                    | 29                   | 30                   |

### Южноамериканские игры
| Год   | Результат      | И | В | Н | П | ЗМ | ПМ |
| ----- | -------------- | - | - | - | - | -- | -- |
| 2014  | Чемпион        | 4 | 2 | 1 | 1 | 6  | 2  |
| 2018  | Групповой этап | 5 | 1 | 1 | 3 | 9  | 8  |
| Всего | 2/2            | 9 | 3 | 2 | 4 | 15 | 10 |

- Ничьи включают игры с сериями послематчевых пенальти.